# زبان‌های مورد استفاده بر روی اینترنت

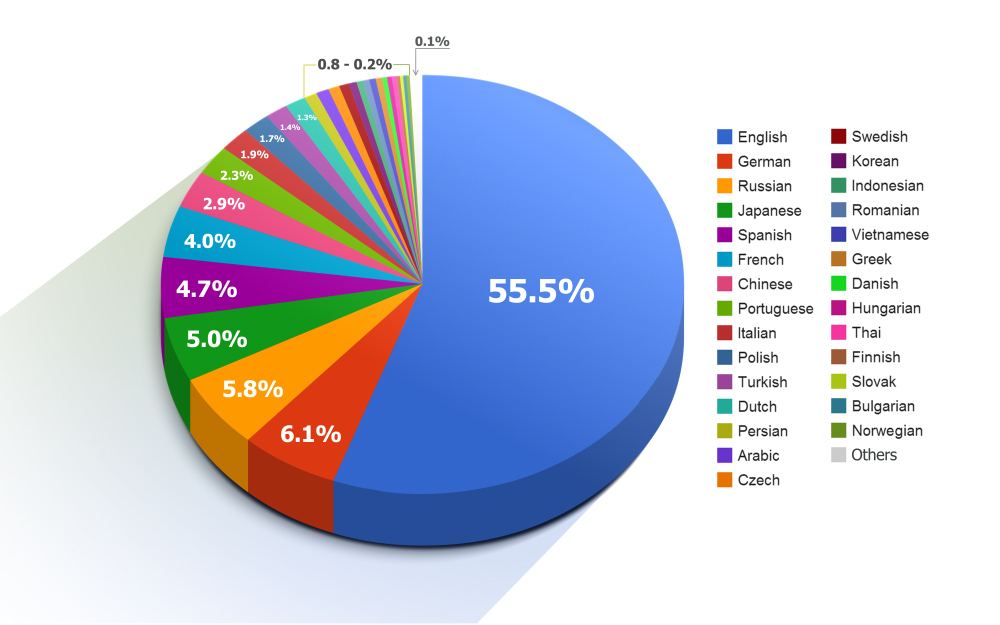
نمودار دایره‌ای از زبان‌های مورد استفاده بر روی اینترنت

بیش از نیمی از وبگاه‌های وب جهان‌گستر به زبان انگلیسی هستند. سایر زبان‌های برتر روسی، اسپانیایی، ترکی استانبولی، فارسی، فرانسوی، آلمانی و ژاپنی هستند.
گرچه بیش از ۷ هزار زبان زنده در جهان وجود دارد، تنها از چند صد تا از آن‌ها رسماً در اینترنت استفاده می‌شوند.

## زبان محتوای وبگاه‌ها
تخمین آمار ۱۰ میلیون وبگاه پربازدید جهان در ۱ ژانویه ۲۰۲۳ بر پایه زبان:
| رتبه | زبان                  | درصد  |
| ---- | --------------------- | ----- |
| ۱    | زبان انگلیسی          | 57.7٪ |
| ۲    | زبان روسی             | 5.3٪  |
| ۳    | زبان اسپانیایی        | 4.5٪  |
| ۴    | زبان فرانسوی          | 3.9٪  |
| ۵    | زبان آلمانی           | 3.9٪  |
| ۶    | زبان ژاپنی            | 3.2٪  |
| ۷    | زبان ترکی استانبولی   | 2.6٪  |
| ۸    | زبان فارسی            | 2.2٪  |
| ۹    | زبان پرتغالی          | 1.8٪  |
| ۱۰   | زبان ایتالیایی        | 1.7٪  |
| ۱۱   | زبان چینی             | 1.6٪  |
| ۱۲   | زبان ویتنامی          | 1.4٪  |
| ۱۳   | زبان هلندی            | 1.2٪  |
| ۱۴   | زبان عربی             | 0.9٪  |
| ۱۵   | زبان کره ای           | 0.7٪  |
| ۱۶   | زبان اندونزیایی       | 0.6٪  |
| ۱۷   | زبان چکی              | 0.6٪  |
| ۱۸   | زبان اوکراینی         | 0.6٪  |
| ۱۹   | زبان عبری             | 0.5٪  |
| ۲۰   | زبان تایلندی          | 0.5٪  |
| ۲۱   | زبان یونانی           | 0.5٪  |
| ۲۲   | زبان سوئدی            | 0.4٪  |
| ۲۳   | زبان رومانیایی        | 0.4٪  |
| ۲۴   | زبان مجاری            | 0.3٪  |
| ۲۵   | زبان دانمارکی         | 0.3٪  |
| ۲۶   | زبان اسلواکی          | 0.2٪  |
| ۲۷   | زبان فنلاندی          | 0.2٪  |
| ۲۸   | زبان صربی             | 0.2٪  |
| ۲۹   | زبان بلغاری           | 0.2٪  |
| ۳۰   | زبان نروژی بوکمل      | 0.1٪  |
| ۳۱   | زبان لیتوانیایی       | 0.1٪  |
| ۳۲   | زبان اسلوونیایی       | 0.1٪  |
| ۳۳   | زبان لیتوانیایی       | 0.1٪  |
| ۳۴   | زبان نروژی            | 0.1٪  |
| ۳۵   | زبان کاتالان النسیایی | 0.1٪  |
| ۳۶   | زبان استونیایی        | 0.1٪  |
| ۳۷   | زبان لتونیایی         | 0.1٪  |
| ۳۸   | زبان هندی             | 0.1٪  |

سایر زبان‌ها در کمتر از ۰/۱٪ از وبگاه‌ها استفاده شده‌اند. اگر تمام زبان‌ها را هم در نظر بگیریم باز به مجموع ۱۰۰٪ نمی‌رسیم چون برخی از وبگاه‌ها محتوای چند زبانی دارند.

## زبان‌های محتوا در یوتیوب
از ۲۵۰ کانال برتر یوتیوب، ۶۶ درصد محتوا به زبان انگلیسی، ۱۵ درصد به زبان اسپانیایی، ۷ درصد به زبان پرتغالی، ۵ درصد به زبان هندی، ۲ درصد به زبان کره ای است، در حالی که سایر زبان‌ها ۵ درصد دیگر را تشکیل می‌دهند.

## زبان کاربران اینترنتی
برآورد زبان کاربران اینترنت در ۳۱ می ۲۰۱۱
| رتبه  | زبان      | کاربران اینترنت |     |
| ----- | --------- | --------------- | --- |
| ۱     | انگلیسی   | ۵۶۵٬۰۰۴٬۰۰۰     | ۲۷٪ |
| ۲     | چینی      | ۵۰۹٬۹۶۵٬۰۰۰     | ۲۵٪ |
| ۳     | اسپانیایی | ۱۶۴٬۹۶۹٬۰۰۰     | ۸٪  |
| ۴     | ژاپنی     | ۹۹٬۱۸۲٬۰۰۰      | ۵٪  |
| ۵     | پرتقالی   | ۸۲٬۵۸۷٬۰۰۰      | ۴٪  |
| ۶     | آلمانی    | ۷۵٬۴۲۳٬۰۰۰      | ۴٪  |
| ۷     | عربی      | ۶۵٬۳۶۵٬۰۰۰      | ۳٪  |
| ۸     | فرانسوی   | ۵۹٬۷۷۹٬۰۰۰      | ۳٪  |
| ۹     | روسی      | ۵۹٬۷۰۰٬۰۰۰      | ۳٪  |
| ۱۰    | کره‌ای     | ۳۹٬۴۴۰٬۰۰۰      | ۲٪  |
| ۱۱–۳۶ | دیگران    | ۳۵۰٬۵۵۷٬۰۰۰     | ۱۷٪ |

## بازدیدهای صفحه ویکی‌پدیا بر اساس زبان

محبوب‌ترین نسخه ویکی‌پدیا بر اساس کشور در ژانویه ۲۰۲۱.

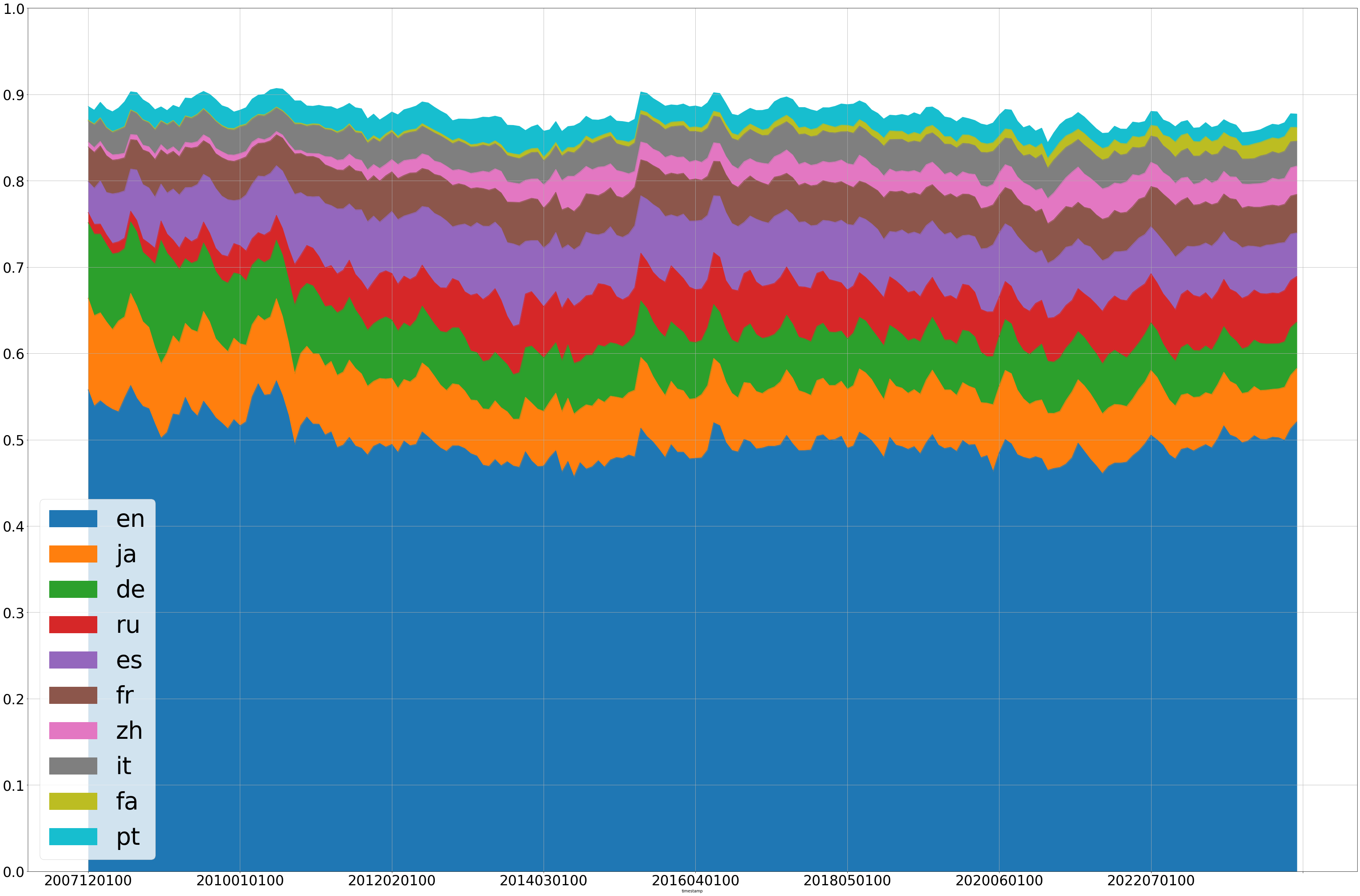
پربازدیدترین نسخه‌های ویکی‌پدیا در طول زمان.

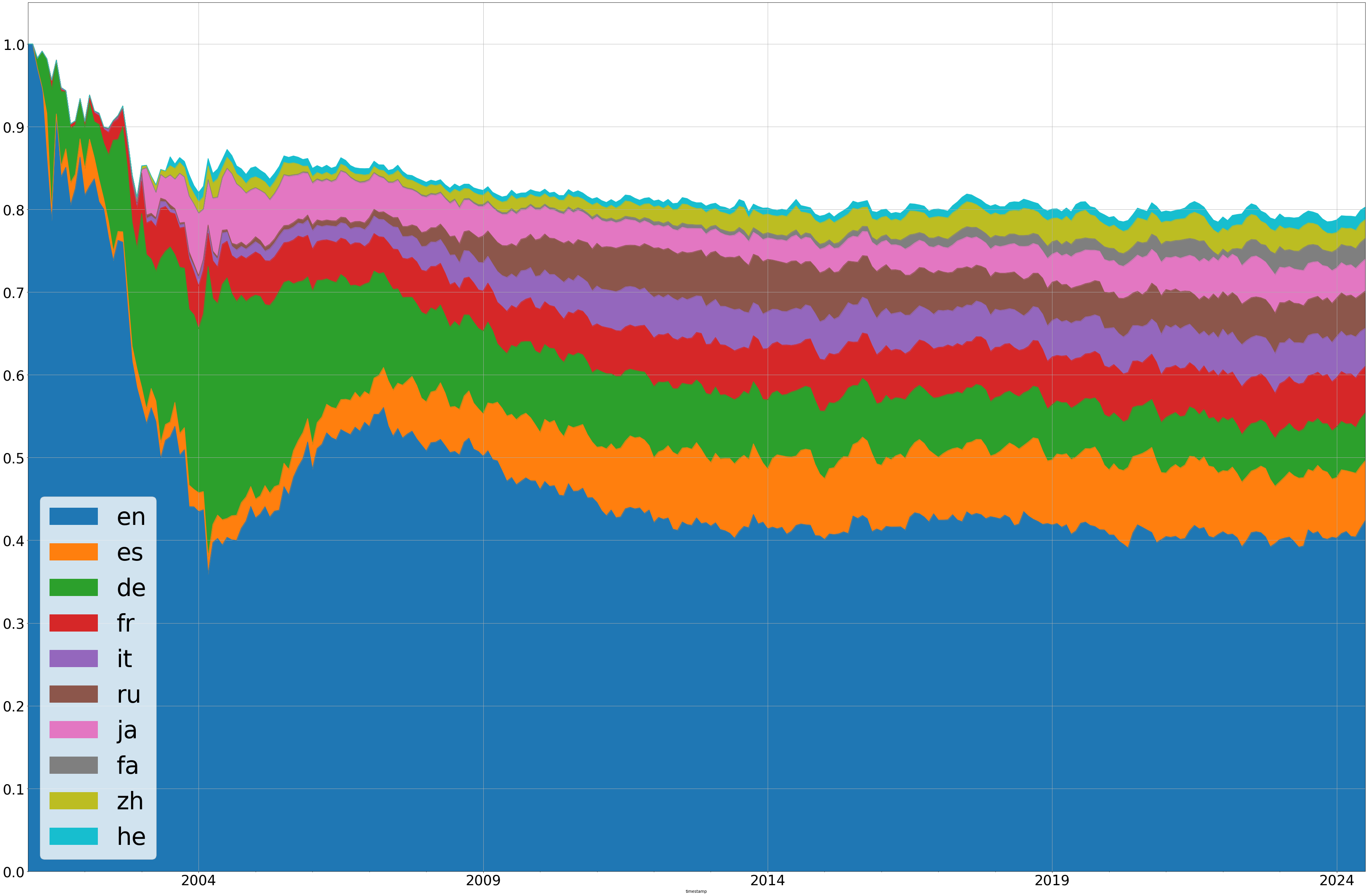
بیشترین ویرایش‌های ویکی‌پدیا در طول زمان.

آمار ویکی‌مدیا تعداد بازدیدهای صفحه از هر نسخه ویکی‌پدیا را بر اساس زبان نشان می‌دهد.
| رتبه | زبان       | بازدید روزانه از صفحه (میانگین در سال گذشته با "Agent"="User" در ۴ ژانویه ۲۰۲۱) |
| ---- | ---------- | ------------------------------------------------------------------------------- |
| ۱    | انگلیسی    | ۲۵۷٬۷۰۵٬۱۲۹                                                                     |
| ۲    | ژاپنی      | ۳۷٬۲۸۶٬۴۶۶                                                                      |
| ۳    | اسپانیایی  | ۳۷٬۰۱۸٬۵۰۵                                                                      |
| ۴    | آلمانی     | ۳۰٬۸۴۴٬۱۷۵                                                                      |
| ۵    | روسی       | ۲۶٬۳۵۸٬۱۲۶                                                                      |
| ۶    | فرانسوی    | ۲۴٬۳۹۲٬۶۱۱                                                                      |
| ۷    | ایتالیایی  | ۱۸٬۶۲۲٬۱۹۸                                                                      |
| ۸    | جینی       | ۱۳٬۳۷۱٬۵۷۱                                                                      |
| ۹    | پرتغالی    | ۱۱٬۵۰۶٬۶۸۰                                                                      |
| ۱۰   | لهستانی    | ۸٬۸۱۰٬۴۲۰                                                                       |
| ۱۱   | عربی       | ۷٬۳۳۳٬۱۰۲                                                                       |
| ۱۲   | فارسی      | ۵٬۶۷۲٬۸۲۹                                                                       |
| ۱۳   | اندونزیایی | ۵٬۳۸۵٬۴۰۱                                                                       |
| ۱۴   | هلندی      | ۴٬۹۳۵٬۶۱۱                                                                       |
| ۱۵   | ترکی       | ۳٬۳۸۲٬۴۵۴                                                                       |